# Глезмер, Станислав Петрович
Станислав Петрович Глезмер (1853—1916) — русский промышленник, общественный и политический деятель.
В 1906 году в качестве представителя петербургской промышленности избран в члены Государственного совета. В 1915 году был основателем детского заведения — сельскохозяйственной школы для мальчиков в усадьбе «Станиславовка» близ села Струги Белые (ныне Струги Красные, Псковской области).

## Биография
Родился 4 января 1853 года в имении Турск Сандомирского уезда Радомской губернии в католической семье потомственного дворянина.
Первоначальное образование получил в Пинчовской гимназии маркиза Велепольского и Радомской гимназии (окончил в 1869 году). В 1870 году поступил и в 1875 году окончил Петербургский технологический институт по специальности инженер-технолог. Ещё студентом устроился техником на костеобжигательный  завод  М.Н. Кобызева в Петербурге. В 1875 году стал директором-распорядителем Общества Костеобжигательных заводов.
С 1875 года — член Русского технического общества, с 1882 — инициатор создания Общества технологов-выпускников Технологического института, призванного оказывать своим членам благотворительную помощь.
Глезмер участвовал в работе научных обществ Петербурга. За свою общественную деятельность в 1899 году был удостоен почётного звания мануфактур-советника.
С 1897 года — председатель петербургского Общества для содействия развитию фабрично-заводской промышленности (с 1906 — Петербургское общество заводчиков и фабрикантов).
Станислав Глезмер был одним из инициаторов создания в 1906 году всероссийских съездов представителей промышленности и торговли. Участвовал в создании консервативно-либеральной партии «Союз 17 октября» и Прогрессивной экономической партии. Был сторонником утверждения в России «национальной модели» капитализма.
Занимал руководящие посты в фирмах «Воронин И. А., Лютш и Чешер» и Русского общества электрических дорог и электрического освещения, был председателем правления Общества химических заводов «Стрем».
Имел родовое имение в 450 десятин в Варшавской губернии. Дважды был женат, от первого брака имел двоих детей.
Умер скоропостижно в своем рабочем кабинете 23 июня 1916 года. Был похоронен на Выборгском римско-католическое кладбище, уничтоженном в советское время.

## Награды
- За активную общественную деятельность был удостоен ордена Св. Станислава 2-й степени (1883) и ордена Св. Анны 3-й степени (1897).
- «За правильную постановку и развитие костеудобрительного дела в России» получил большую золотую медаль Императорского московского сельскохозяйственного общества (1895).